# Blacqueville
Blacqueville é uma comuna francesa na região administrativa da Normandia, no departamento de Sena Marítimo. Estende-se por uma área de 9,98 km². Em 2010 a comuna tinha 721 habitantes (densidade: 72,2 hab./km²).